# Lycaena superba
Lycaena superba är en fjärilsart som beskrevs av Otto Staudinger 1887. Lycaena superba ingår i släktet Lycaena och familjen juvelvingar. Inga underarter finns listade i Catalogue of Life.